# Gelanor waorani
Espèce
Gelanor waorani est une espèce d'araignées aranéomorphes de la famille des Mimetidae.

## Distribution
Cette espèce se rencontre au Brésil, en Colombie et en Équateur.

## Description
Le mâle holotype mesure 4,47 mm et la femelle paratype 5,95 mm.

## Publication originale
- Benavides & Hormiga, 2016 : Taxonomic revision of the Neotropical pirate spiders of the genus Gelanor Thorell, 1869 (Araneae, Mimetidae) with the description of five new species. Zootaxa, no 4046(1), p. 1-72.